# Izeaux
Izeaux település Franciaországban, Isère megyében. Lakosainak száma 2138 fő (2022. január 1.). Izeaux Saint-Paul-d’Izeaux, Sillans, Beaucroissant, Colombe, Le Grand-Lemps és Plan községekkel határos.

## Népesség
A település népességének változása:
| Lakosok száma | 1353 | 1511 | 1798 | 2080 | 2136 | 2154 | 2147 | 2137 | 2148 | 2138 |
|               | 1968 | 1982 | 1990 | 2006 | 2013 | 2015 | 2017 | 2019 | 2020 | 2022 |